# بادگووی، نیو ساوت ولز
بادگووی (به انگلیسی: Budgewoi) یک حومه شهر در استرالیا است که در نیو ساوت ولز واقع شده‌است.